# Wincenty Krasiński
Pour les autres membres de la famille, voir Famille Krasiński.
Le comte Wincenty Krasiński, né le 30 janvier 1782 à Boromel, en Ukraine, et mort le 24 novembre 1856 à Varsovie, est un noble polonais, activiste politique et colonel du 1er régiment de chevau-légers lanciers polonais de la Garde impériale.

## Biographie
La carrière militaire de Wincenty Krasiński commence en 1791 dans la cavalerie. Il devient lieutenant en 1793. Après les partitions de la Pologne il devient un défenseur enthousiaste de Napoléon Bonaparte. Quand l'armée française occupe la Pologne prussienne, Wincenty crée, à ses propres frais, un escadron de cavalerie.

### Général du Premier Empire

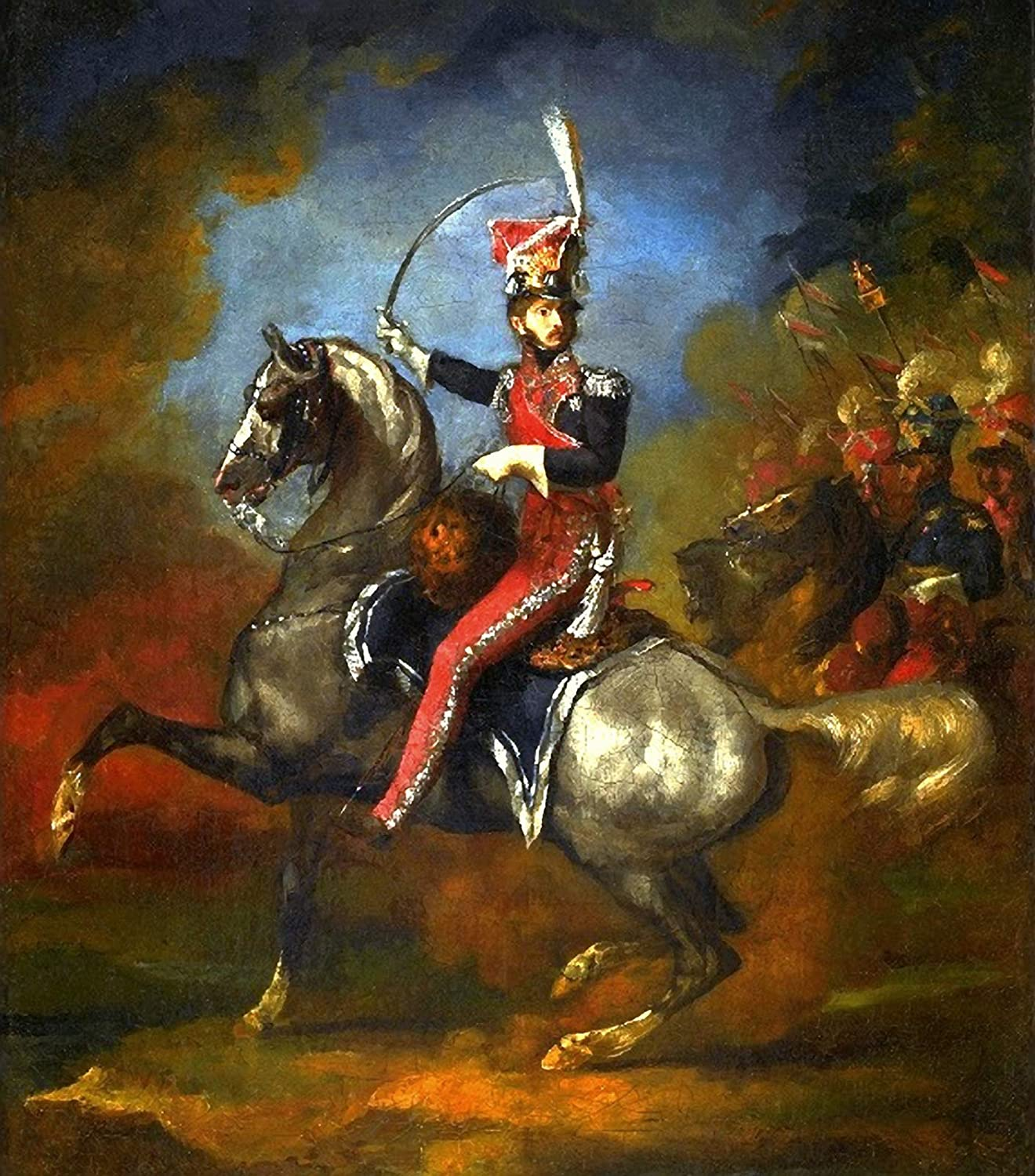
Portrait équestre du général Krasiński (peinture de Théodore Géricault).

Contusionné à Eylau, il prend part aux campagnes de Napoléon en tant que colonel des chevau-légers polonais de la Garde impériale à partir du 17 avril 1807. Il est blessé au cours du soulèvement du Dos de Mayo à Madrid, en 1808. Combattant également à la bataille de Wagram en 1809, il y culbute les uhlans de Schwarzenberg. Le 16 décembre 1811 il devient général de brigade. 
Il est présent lors des campagnes de Russie en 1812 et d'Allemagne en 1813, où il charge à la tête de ses cavaliers à Reichenbach contre les Russes ; le 18 novembre 1813, il est promu général de division. En 1814, commandant les divisions polonaises de la Grande Armée, il est à Brienne et combat à Reims en enfonçant une colonne de soldats prussiens à laquelle il prend 1 600 prisonniers et trois pièces d'artillerie. Après l'abdication de l'Empereur à Fontainebleau, il ramène ses troupes jusqu'en Pologne.

### Le Royaume du Congrès
Après l'abdication de Napoléon, Wincenty Krasiński commande une division de la garde du Royaume du Congrès en 1815. En 1818, il est adjudant-général du tsar et maréchal (président) de la diète (Sejm). Il devient sénateur et est fait chevalier de l'ordre de l'Aigle blanc en 1821. En 1828, pendant le procès de l'activiste Stanisław Sołtyk de la société patriote, il est le seul membre de la diète à voter en faveur de la peine de mort, ce qui lui vaut les foudres de l'opinion publique. En 1830, Krasiński refuse de se joindre à l'Insurrection de Novembre et est nommé adjudant-major-général du tsar Nicolas Ier. En 1833, il est membre du Conseil d'État de Russie. En 1844, il fonde la bibliothèque Krasiński (Biblioteka Ordynacji Krasińskich w Warszawie (pl)) à Varsovie. De 1855 à 1856 il est gouverneur du Royaume du Congrès.

## Décorations
Krasiński est décoré de l'Ordre de la vertu militaire polonaise en 1810 et de l'ordre de la Légion d'honneur en 1811.

## Armoiries
| Image | Armoiries |
| ----- | --- |
|       | Armes du comte Krasinski et de l'Empire Écartelé : au premier des comtes tirés de l'armée ; au deuxième de gueules à l'épée d'argent en fasce la pointe à dextre, surmontée d'un vol ouvert d'or ; au troisième de gueules au casque taré de profil d'argent sommé d'un corbeau tenant au bec un anneau du même ; au quatrième d'azur au fer de cheval d'argent, clouté du champ, sommé d'une croix pattée d'or sur laquelle est perché un corbeau tenant au bec un anneau de sable. Livrées : jaune, blanc, rouge, bleu, noir. |